# Edward Bates
Edward Bates (Belmont, 4 settembre 1793 – Saint Louis, 25 marzo 1869) è stato un politico e avvocato statunitense.

## Biografia
Fu il 27º procuratore generale degli Stati Uniti durante la presidenza di Abraham Lincoln, 16º presidente degli Stati Uniti d'America.
I suoi fratelli erano entrambi dei politici: Woodson James Bates (1788 - 1846) e Frederick Bates (1777 – 1825). Proveniva dalla contea di Goochland nello stato della Virginia. Durante il 1840 divenne un politico influente all'interno dei Partito Whig.